# 尚海龍
尚海龍（英語：Jesse Shang Hailong，1982年—），陕西出生，清華大學高級公共管理碩士，清華大學卓越工程師學院電子信息博士生，「港漂」人士，十大新港傑出青年。現任香港立法會議員（選舉委員會）、中國人工智能企業商湯科技顧問，及中國移動香港有限公司首席顧問 。

## 简历
尚海龙在陕西出生，从小跟随父亲在青海长大，大学修读土木工程专业，毕业后到中国移动工作，2006年首次赴港旅游，2011年通過「輸入內地人才計劃」定居香港，后到商汤科技香港公司工作。2021年取得清华大学高级公共管理硕士（EMPA）学位。
2022年6月30日，中共中央總書記習近平訪港期間到香港科學園視察，商湯科技相關人士參加了是次活動。時任商湯科技香港總經理尚海龍表示「經過今次習近平總書記到來視察和進行講話，我相信香港創科發展將會駛到高速路上，未來可以進一步把香港所長，融入國家發展所需」。
2022年12月18日，在2022年香港立法會選舉委員會界別補選中，尚海龍成功獲得812票，當選成為第七屆香港立法會議員（選舉委員會）。當選後，尚海龍表示會將大部分時間投入立法會，並稱未來在議會會多用廣東話發言。

## 外部連結
- 尚海龍的Facebook專頁

| 香港立法會    | 香港立法會                             | 香港立法會 |
| ------------- | -------------------------------------- | ---------- |
| 前任： 林智遠 | 立法會議員 選舉委員會 2022年12月19日－ | 現任       |